# Dihelus maculatus
Dihelus maculatus là một loài tò vò trong họ Ichneumonidae.